# Distretto di Xinshi
Il distretto di Xinshi (新市区S, Xīnshì QūP) è un distretto della Cina, situato nella regione autonoma di Xinjiang e amministrato dalla prefettura di Ürümqi.